# 石雄城际铁路
石雄城际铁路（又称雄石城際鐵路）是河北省雄安新区和石家庄市之间的一条规划中的城际铁路。线路起点是保定东站，终点是石家庄栾城站。线路全长161.48公里。其中保定市境内82.96公里，石家庄市境内78.52公里。线路设计速度350千米每小时，总投资约294.4亿元人民币，建设工期3.5年。
石雄城际铁路全线共设车站8座，分别为保定东站、蠡县西站、安国东站、无极站、正定机场站、正定东站、高新区站，以及栾城站。